# Gaspare Sturzo
Gaspare Sturzo (Palermo, 17 dicembre 1962) è un magistrato e saggista italiano.

## Biografia
Pronipote di Luigi Sturzo, dopo gli studi liceali presso i salesiani ha conseguita la laurea in Giurisprudenza presso l'Università degli Studi di Palermo.

### Attività giurisdizionale
Entrato in Magistratura nel giugno 1989, è stato sostituto procuratore dapprima alla Procura della Repubblica di Termini Imerese e poi alla Procura di Palermo, dove ha lavorato nelle Sezioni: Reati finanziari, fiscali e contrasto al contrabbando; Reati contro la pubblica amministrazione; Contrasto alla criminalità organizzata nella gestione dei grandi appalti, mafia, appalti e riciclaggio.
Dal maggio 1996 al settembre 2001 ha lavorato nella Direzione Distrettuale Antimafia della Procura della Repubblica di Palermo. In tale incarico ha coordinato diverse indagini su reati di corruzione, riciclaggio e contrasto alle infiltrazioni mafiose nella gestione degli appalti, tra cui quella relativa alla costruzione del nuovo Palazzo di Giustizia di Palermo.
In tale veste ha raccolto le dichiarazioni del collaboratore di giustizia Angelo Siino, noto come il "ministro degli appalti di Cosa nostra", ha coordinato le ricerche del latitante Bernardo Provenzano e ha diretto le indagini che hanno condotto all'arresto del capomafia Benedetto Spera.
Dal settembre 2001 al gennaio 2004 è stato presidente vicario del Tribunale di Tivoli.
Nel gennaio 2004 è stato nominato esperto giuridico presso il Dipartimento Affari Giuridici e Legislativi della Presidenza del Consiglio dei ministri. In tal veste, nel settembre 2005 è stato nominato componente del Gruppo di lavoro incaricato di predisporre il testo unico delle disposizioni sulla prevenzione del riciclaggio di denaro frutto di illeciti.
Inoltre è stato consigliere giuridico dell'Alto Commissariato per la prevenzione e il contrasto alla corruzione e alle altre forme di illecito nella pubblica amministrazione.
È stato componente della Commissione paritetica Stato-Regione per l'attuazione dello Statuto speciale siciliano.
Nel 2012 è magistrato ordinario col grado di consigliere di Corte d'Appello, fuori ruolo per incarichi extragiudiziali..
Viene quindi trasferito, dopo la sua candidatura alle elezioni regionali, al tribunale penale di Roma, e assegnato alla sezione GIP .

### Attività accademica
Docente di Diritto penale del lavoro presso la Libera Università Maria Santissima Assunta di Roma.
Docente di "Misure e metodologie di contrasto alla criminalità organizzata" presso il corso superiore di Polizia Tributaria della Guardia di Finanza
Presidente del Centro Internazionale Studi Luigi Sturzo (CISS) di Roma, ha pubblicato diversi studi sulla figura, il pensiero e le opere del suo avo nella rivista ufficiale del CISS, Rinascimento popolare, nella collana dei Quaderni del CISS e presso altre case editrici, oltre che nei periodici Linea di confine, Il SuDsidiario, La società, La rivista giuridica del Mezzogiorno/Svimez, PiùVoce.net e Rinascimento popolare.

### Attività politica
Partecipa alle elezioni regionali in Sicilia dell'ottobre 2012 quale candidato alla presidenza della Regione Siciliana sostenuto dalla lista Italiani Liberi e Forti, ottenendo 19.248 voti (0,95% dei voti espressi).

## Opere
- Le male bestie nemiche della democrazia, Roma, Centro Internazionale Studi Luigi Sturzo, 2000
- Sturzo e la magistratura. Indipendenza e responsabilità, Firenze, Olschki, 2004
- Antiriciclaggio. Gli obblighi dei professionisti. Verifica della clientela, archivio unico informatico, procedura di segnalazione, riciclaggio ed evasione fiscale. Guida operativa, (con Saverio Capolupo e Michele Carbone), Milano, IPSOA, 2008, ISBN 978-88-217-2700-9
- Mafia e questione meridionale nelle analisi di Luigi Sturzo, Soveria Mannelli, Rubbettino, 2007, ISBN 978-88-498-1721-8
- Verso l'unità politica dei cattolici, Roma, Centro Internazionale Studi Luigi Sturzo, 2011
- Luigi Sturzo e gli Stati Uniti d'Europa, Roma, Centro Internazionale Studi Luigi Sturzo, 2012
- Antiriciclaggio. Formazione per gli operatori finanziari, Mediolanum Corporate University - Il Sole 24 Ore
- Corruzione, malattia sociale, Fondazione Ambrosaneum - Studio Domenicano
- Il ruolo dell'intermediario bancario nel contrasto al riciclaggio e al finanziamento al terrorismo, Roma, Centro Internazionale Studi Luigi Sturzo
- Gaspare Sturzo, Cattolici e spirito di servizio nella dottrina politica di Luigi Sturzo, Roma, Centro Internazionale Studi Luigi Sturzo